# Alessandro De Francesco
Alessandro De Francesco (Busto Arsizio, 26 dicembre 1969) è uno scrittore italiano autore di romanzi storici, laureato in Storia Contemporanea presso l'Università di Bologna, attualmente vive a Imola in provincia di Bologna. Nel 2021 riceve una menzione speciale per un soggetto cinematografico dal titolo Així en terra al Premio Solinas Italia - Spagna nell'ambito del 14' Festival de Cine Italiano de Madrid.

## Opere
- Come il grano a giugno (Giraldi, 2013) ISBN 978-88-6155-499-3
- Le stelle di Mactàn (Giraldi, 2014) ISBN 978-88-6155-566-2
- Le tenebre e il sole (Giraldi, 2016) ISBN 978-88-6155-639-3
- In fondo alla terra (Giraldi, 2018) ISBN 978-88-6155-727-7
- Il bambino farfalla (Giraldi Editore, 2021) ISBN 978-88-6155-887-8
- Europa (Giraldi Editore, 2025) ISBN 979-12-5637-037-5

Come il grano a giugno è un romanzo storico ambientato durante la Seconda guerra mondiale. Nei capitoli finali si fa cenno all'eccidio del pozzo Becca e viene descritto l'eccidio di via Aldrovandi a Imola.
Le Stelle di Mactàn è un'opera che nasce dalla rilettura del diario di bordo di Antonio Pigafetta e racconta la prima circumnavigazione del globo compiuta dal navigatore Ferdinando Magellano.
Le tenebre e il sole è un romanzo storico ambientato nel 64 d.C., ed è incentrato sul grande incendio di Roma.
In fondo alla terra è un romanzo storico, ispirato a fatti realmente accaduti, che racconta il dramma dei rifugiati in seguito al colpo di Stato in Cile del 1973.
Il bambino farfalla, tratto da una storia vera, è la cronaca fedele di due percorsi di vita. Da un lato, il ricercatore Michele De Luca, professore di Biochimica e direttore del Centro di Medicina Rigenerativa “Stefano Ferrari” dell'Università degli Studi di Modena e Reggio Emilia. Uno staff di ricercatori il suo che ha ottenuto ottimi traguardi nella ricerca con le cellule staminali e i cui lavori sono stati pubblicati anche sulla rivista scientifica Nature. Dall'altro lato vi è la storia della famiglia di Hassan, un bambino affetto da epidermolisi bollosa che, in fuga dalla guerra in Siria, intraprende il viaggio alla ricerca di una speranza di guarigione dalla malattia. Parte del ricavato del libro viene donato all’associazione Le ali di Camilla che supporta le famiglie delle persone affette dalla malattia genetica rara epidermolisi bollosa.
Europa è un romanzo storico che racconta un'avventurosa saga famigliare che si dipana dall'età napoleonica alla Prima guerra mondiale. 

## Riconoscimenti perLe stelle di Mactàn
- premio speciale della critica al Premio letterario Sirmione Lugana, 2015
- premio della critica tema storico al Premio internazionale Michelangelo Buonarroti, 2015
- finalista al Premio letterario Il Delfino, 2015
- diploma di merito al Premio nazionale AlberoAndronico, 2016

## Riconoscimenti perLe tenebre e il sole
- 1º classificato al Premio nazionale AlberoAndronico, 2017[22]
- premio speciale a tema storico al Premio internazionale Michelangelo Buonarroti, 2016
- menzione d'onore al Premio internazionale Cinque Terre - Golfo dei Poeti, 2017
- menzione di merito al Premio internazionale Salvatore Quasimodo, 2017
- segnalazione di merito al Premio nazionale Alda Merini, 2017

## Riconoscimenti perIn fondo alla terra
- 1º classificato al Premio Luce dell'Arte, 2018
- 3º classificato al Premio nazionale AlberoAndronico, 2019[22]
- miglior romanzo al Premio scrittori con gusto, Accademia Res Aulica, 2019
- premio speciale di giuria al Premio letterario La città sul Ponte, 2021[23]